# Zumrud Gulu-zade
Zumrud Gulu-zade (en azerí: 'Quluzadə Zümrüd Əliqulu qızı', 17 de marzo de 1932-26 de septiembre de 2021) fue una científica, filósofa, académica de la Academia Nacional de Ciencias de Azerbaiyán y profesora azerbaiyana.

## Biografía
Nació de una familia de intelectuales, en 1932. Después de terminar la escuela media en 1949, ingresó en el Departamento de Filosofía de la Facultad de Historia de la Universidad Estatal de Bakú y se graduó con honores. Desde 1954 hasta 1957 fue una estudiante de posgrado del Instituto Pedagógico de Azerbaiyán, que lleva el nombre de Lenin. Y, en 1957, fue al Instituto de Filosofía y Derecho de la Academia Nacional de Ciencias de Azerbaiyán. Trabajó como jefa del Departamento de Filosofía e Historia Social del Instituto.

## Actividad científica
Hizo la defensa de su tesis con la disertación como candidata al doctorado El papel de la superstición en la sociedad anticolonial, y está dedicada a uno de los más grandes movimientos filosóficos en el espacio Azerbaiyán-Hermitage y sus destacados representantes en Azerbaiyán. Su libro Hurufism y sus Representantes en Azerbaiyán, de 1970 puede considerarse el único trabajo monográfico que analiza la historia y la filosofía del Hermitage. 

### Otras publicaciones
- Насими - философ и поет Востока (Nasimi - el filósofo y el poeta de Oriente) 1973;
- Мировоззрение Касими Анвара (La cosmovisión de Kasimi Anwar) 1976;
- Теоретические проблемы истории культуры Востока и низамиведение (Problemas teóricos de la historia de la cultura de Oriente y la falta de conocimiento) 1987;
- Из истории азербайджанской философии VII-XVI вв. (De la historia de la filosofía azerbaiyana de los siglos VII-XVI.) 1992;
- Проблемы физуливедения (Problemas de referencia de Fizuli) 2006.

Por otra parte, por primera vez en el aspecto filosófico del problema de Oriente - Occidente en el espacio de Azerbaiyán por Zumrud Gulu-zade por el desarrollo de la filosofía jurídica entre los siglos XIII al XVI. y el problema fue investigado, además en su "Monografía de Occidente - Este" (1984).
También ha colaborado con otros académicos para proporcionar servicios valiosos. Fue miembro y editora del Consejo Editorial de la Filosofía de Azerbaiyán (1966); y, editora en jefe del primer volumen y segundo volumen (2007) de la Historia Multilingüe de la Filosofía de Azerbaiyán, (2002) "Enciclopedia de Azerbaiyán" (2007), siendo la autora del artículo "Filosofía".
La actividad científica de Gulu-zade, ocupó un lugar especial en la revista científica-teórica internacional (desde 1996), publicada por su iniciativa y siendo editora en jefe: "Revista Problemas de filosofía oriental". Esta revista, publicada en Azerbaiyán, en ruso, árabe, persa, turco, inglés, alemán y francés, siendo la primera revista sobre filosofía en la historia de la cultura y no tiene análogos en la cultura del mundo moderno debido a sus problemas.
Zümrüd Gulu-zadə fue miembro del "Consejo Consultivo de Profesionales Científicas Mujeres" desde 2001, habiendo recibido su diploma honorario. 

## Honores
- 2015: galardonada con la Orden de la Gloria bajo decreto del presidente Ilham Aliyev.[4]

## Trabajos de campo de filosofía

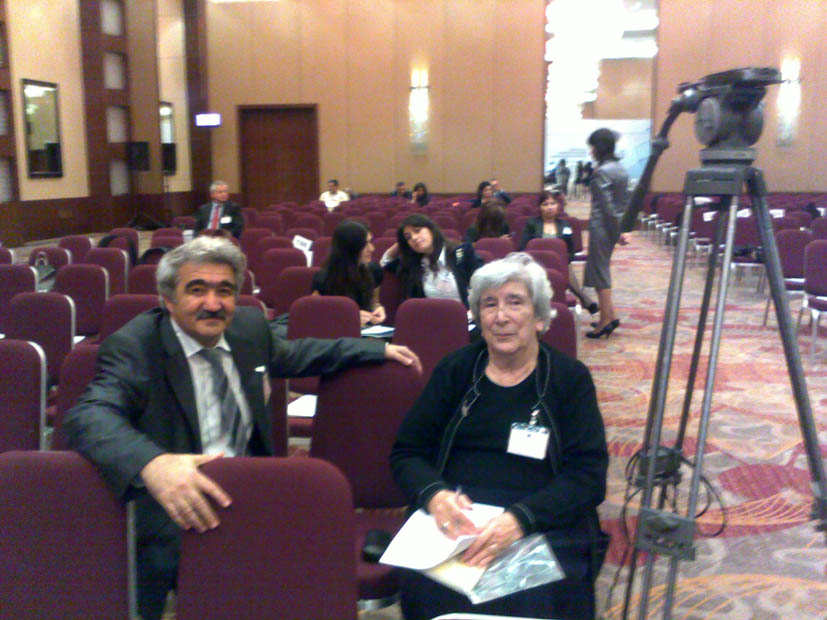
Zumrud Guluzade acompañando a Adil Asadov, Foro Humanitario Internacional de Bakú.

1. Gender məsələsi (Problemas de género)
2. İslam mədəni bölgəsi fəlsəfəsi (La filosofía de la región cultural islámica)
3. Azərbaycan fəlsəfə tarixi (Historia de la filosofía de Azerbaiyán)
4. Fəlsəfə tarixi tədqiqat məsələləri (Temas de investigación de historia filosófica)
5. Antoqonist cəmiyyətdə üstqurumun rolu (El papel de la superstición en la sociedad anticolonial)
6. Tarix fəlsəfəsi məsələləri (Problemas de filosofía de la historia)
7. Şərq - Qərb problemi (Problemas Este - Oeste)

### Publicaciones
- Antoqonist cəmiyyətdə üstqurumun rolu (El papel de la superstición en la sociedad anticolonial)
- Hürufilik və onun Azərbaycandakı nümayəndələri (Hurufismo y sus representantes en Azerbaiyán) (1970)[5]
- Насими - философ и поет Востока (Nasimi - el filósofo y el poeta de Oriente) (1973)
- Мировоззрение Касими Анвара (La cosmovisión de Kasimi Anwar) (1976)
- Теоретические проблемы истории культуры Востока и низамиведение (Problemas teóricos de la historia de la cultura de Oriente y menor) (1987)
- Из истории азербайджанской философии VII-XVI вв. (De la historia de la filosofía azerbaiyana de los siglos VII a XVI.) (1992)
- Проблемы физуливедения (Problemas de referencia de Fizuli) (2006)
- Otra prueba de conflictos étnicos y políticos en el sur del Cáucaso (Libro) (2009)
- "Mistika və Panteizm" (Misticismo y panteísmo) (2009)